# Involutie (geneeskunde)
De involutie van een orgaan is het terug normaal worden van dat orgaan na een fysiologisch proces. Apoptose (geprogrammeerde celdood) speelt hierbij een grote rol.

## Voorbeelden
- De baarmoeder moet na een bevalling terug haar normale grootte aannemen door samen te trekken.
- De prostaglandines in de placenta zorgen bij placentofagie (dat bij vele diersoorten voorkomt) voor het effectief involueren van de uterus.
- De zwezerik (thymus) begint in de puberteit te involueren onder invloed van geslachtshormonen: Grote delen van het orgaan worden vervangen door vetweefsel.
- De testikels involueren in gewicht, grootte en zaadproductie bij toename van de leeftijd.
- De bruine vetcellen nemen af in aantal tijdens de kinderleeftijd